# NGC 163
NGC 163 (ook wel PGC 2149, MCG -2-2-66 of NPM1G -10.0017) is een elliptisch sterrenstelsel in het sterrenbeeld Walvis.
NGC 163 werd op 10 december 1798 ontdekt door de Duits-Britse astronoom William Herschel.